# Jonas Blue/Auszeichnungen für Musikverkäufe

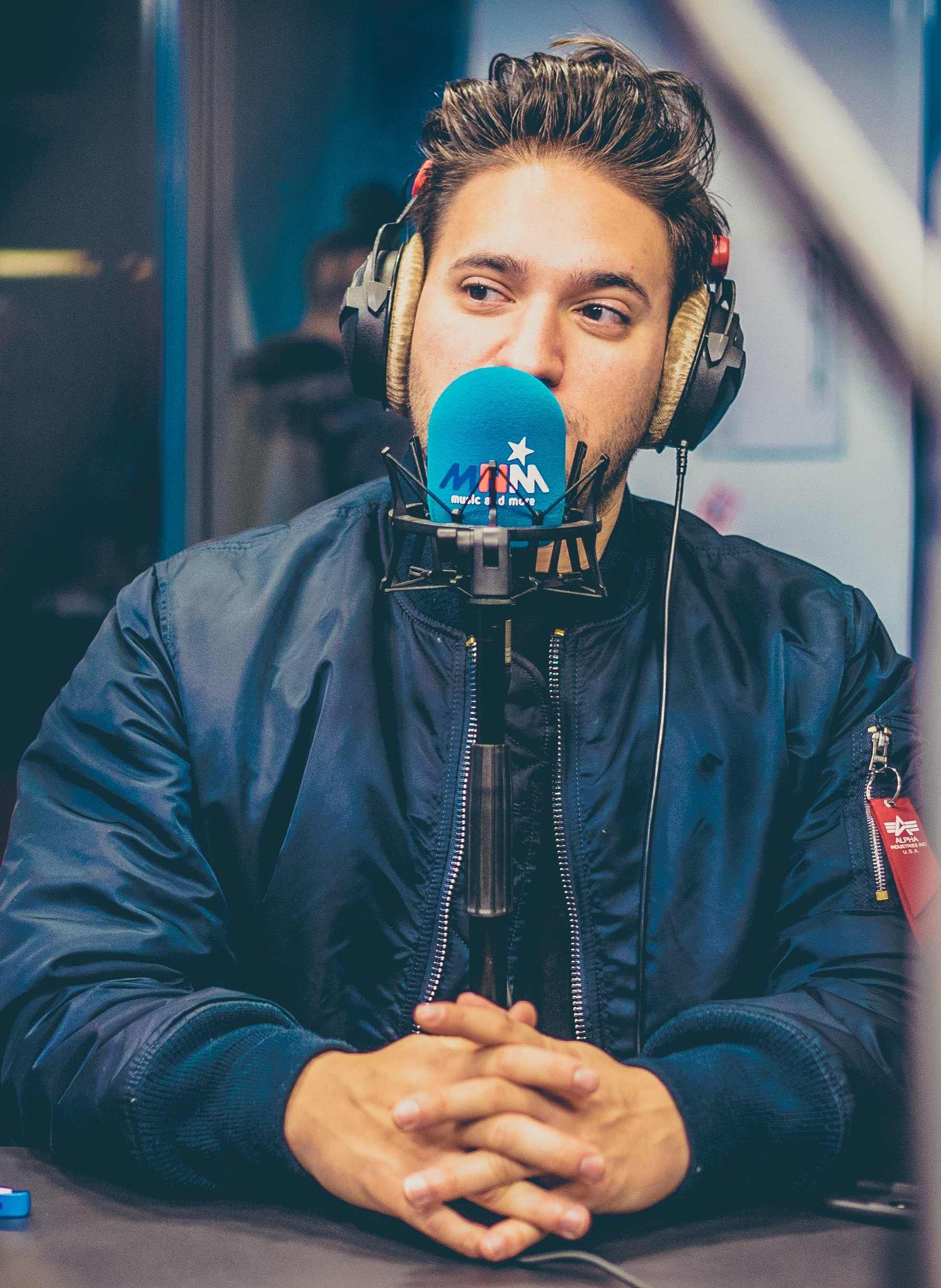
Jonas Blue bei einem Interview (2017)

Dies ist eine Übersicht über die Auszeichnungen für Musikverkäufe des britischen Musikproduzenten Jonas Blue. Die Auszeichnungen finden sich nach ihrer Art (Gold, Platin usw.), nach Staaten getrennt in chronologischer Reihenfolge, geordnet sowie nach den Tonträgern selbst, ebenfalls in chronologischer Reihenfolge, getrennt nach Medium (Alben, Singles usw.), wieder.

## Auszeichnungen
| - Belgien - 2019: für die Single Ritual - Brasilien - 2024: für die Single I See Love - 2024: für die Single Alien - 2024: für die Single Younger - 2024: für die Single Hear Me Say - 2024: für die Single Don’t Wake Me Up - Dänemark - 2021: für die Single Polaroid - 2022: für die Single What I Like About You - 2022: für die Autorenbeteiligung und Produktion My Head & My Heart (Ava Max) - 2023: für die Single Ritual - 2024: für die Single By Your Side - Deutschland - 2021: für die Single By Your Side - 2022: für die Autorenbeteiligung und Produktion My Head & My Heart (Ava Max) - Frankreich - 2017: für die Single By Your Side - 2020: für die Single Ritual - Italien - 2019: für die Single Polaroid - 2019: für die Single Ritual - 2020: für die Single What I Like About You - Japan - 2022: für das Streaming Rise - Mexiko - 2018: für die Single Mama - 2018: für die Single Rise - Niederlande - 2024: für die Single Crying on the Dancefloor - Norwegen - 2021: für die Autorenbeteiligung und Produktion My Head & My Heart (Ava Max) - Österreich - 2017: für die Single Mama - Polen - 2021: für die Single Polaroid - 2021: für die Single What I Like About You - 2024: für die Single Crying on the Dancefloor - Portugal - 2020: für die Single Ritual - 2020: für die Single What I Like About You - 2022: für die Autorenbeteiligung und Produktion My Head & My Heart (Ava Max) - Schweden - 2019: für die Single Polaroid - Spanien - 2017: für die Single By Your Side - 2024: für die Single Polaroid - Vereinigte Staaten - 2017: für die Single Perfect Strangers - 2017: für die Single Mama - 2018: für die Single Rise - 2019: für das Album Blue - 2023: für die Single By Your Side - 2023: für die Single Polaroid - Vereinigtes Königreich - 2020: für das Album Blue - 2022: für die Autorenbeteiligung/Produktion Heartline (Craig David) - 2023: für die Single Hearts Ain’t Gonna Lie - Australien - 2021: für die Autorenbeteiligung und Produktion My Head & My Heart (Ava Max) - 2023: für das Album Blue - 2023: für die Single Polaroid - 2023: für die Single What I Like About You - Belgien - 2016: für die Single Perfect Strangers - 2019: für die Single Rise - Brasilien - 2024: für die Single What I Like About You - 2024: für die Single By Your Side - Dänemark - 2018: für die Single Rise - 2025: für das Album Blue - Deutschland - 2017: für die Single Perfect Strangers - 2020: für die Single Rise - Frankreich - 2019: für die Single Rise - 2023: für die Autorenbeteiligung und Produktion My Head & My Heart (Ava Max) - Irland - 2016: für die Single Perfect Strangers - Italien - 2018: für die Single By Your Side - 2019: für die Single Rise - 2021: für die Autorenbeteiligung und Produktion My Head & My Heart (Ava Max) - Kanada - 2017: für die Single Perfect Strangers - 2017: für die Single Mama - 2018: für die Single Rise - 2021: für die Single Polaroid - 2021: für die Single Ritual - Kolumbien - 2019: für die Single Wild - Mexiko - 2018: für die Single By Your Side - 2019: für das Album Blue - Neuseeland - 2021: für das Album Blue - 2024: für die Single By Your Side - Niederlande - 2018: für die Single Rise - Norwegen - 2020: für die Single Ritual - Österreich - 2018: für die Single Fast Car - 2021: für die Autorenbeteiligung und Produktion My Head & My Heart (Ava Max) - Portugal - 2019: für die Single Fast Car - 2019: für die Single Perfect Strangers - 2020: für die Single Polaroid - Schweden - 2020: für die Single Ritual - Spanien - 2017: für die Single Mama - 2024: für die Single Rise - 2024: für die Autorenbeteiligung und Produktion My Head & My Heart (Ava Max) - 2025: für die Single Ritual - Vereinigte Staaten - 2017: für die Single Fast Car - 2022: für die Autorenbeteiligung und Produktion My Head & My Heart (Ava Max) - Vereinigtes Königreich - 2018: für die Single By Your Side - 2020: für die Single Back & Forth - 2021: für die Single Polaroid - 2021: für die Single What I Like About You - 2022: für die Single Ritual - 2022: für die Autorenbeteiligung und Produktion My Head & My Heart (Ava Max) | - Deutschland - 2017: für die Single Fast Car - Australien - 2023: für die Single By Your Side - Belgien - 2016: für die Single Fast Car - 2018: für die Single Mama - Brasilien - 2022: für die Autorenbeteiligung und Produktion My Head & My Heart (Ava Max) - Dänemark - 2018: für die Single Mama - 2024: für die Single Perfect Strangers - Deutschland - 2023: für die Single Mama - Italien - 2018: für die Single Mama - Kanada - 2016: für die Single Fast Car - 2022: für die Autorenbeteiligung und Produktion My Head & My Heart (Ava Max) - Neuseeland - 2019: für die Single Rise - Niederlande - 2018: für die Single Mama - Polen - 2023: für das Album Blue - 2024: für die Autorenbeteiligung und Produktion My Head & My Heart (Ava Max) - Portugal - 2020: für die Single Mama - 2020: für die Single Rise - Schweden - 2017: für die Single Mama - 2019: für die Single Rise - Singapur - 2020: für das Album Blue - Spanien - 2024: für die Single Fast Car - 2024: für die Single Perfect Strangers - Vereinigtes Königreich - 2019: für die Single Perfect Strangers - 2019: für die Single Mama - 2022: für die Single Rise - Mexiko - 2018: für die Single Fast Car - 2018: für die Single Perfect Strangers - Brasilien - 2024: für die Single Mama - 2024: für die Single Polaroid - 2024: für die Single Ritual - Dänemark - 2025: für die Single Fast Car - Italien - 2019: für die Single Perfect Strangers - Neuseeland - 2022: für die Single Mama - 2023: für die Single Perfect Strangers - Polen - 2020: für die Single Perfect Strangers - 2021: für die Single Mama - Schweden - 2016: für die Single Perfect Strangers - Vereinigtes Königreich - 2022: für die Single Fast Car | - Niederlande - 2017: für die Single Perfect Strangers - Polen - 2017: für die Single Fast Car - 2021: für die Single Rise - Australien - 2023: für die Single Perfect Strangers - Italien - 2019: für die Single Fast Car - Neuseeland - 2023: für die Single Fast Car - Niederlande - 2016: für die Single Fast Car - Australien - 2023: für die Single Mama - 2023: für die Single Rise - Schweden - 2016: für die Single Fast Car - Australien - 2023: für die Single Fast Car - Brasilien - 2024: für die Single Perfect Strangers - 2024: für die Single Fast Car - 2024: für die Single Rise - Frankreich - 2021: für die Single Mama - 2023: für die Single Perfect Strangers - Polen - 2021: für die Single Ritual |

## Auszeichnungen nach Alben

### Blue
| Land/Region                  | Auszeichnungen für Musikverkäufe (Land/Region, Auszeichnung, Verkäufe) | Verkäufe |
| ---------------------------- | ---------------------------------------------------------------------- | -------- |
| Australien (ARIA)            | Platin                                                                 | 70.000   |
| Dänemark (IFPI)              | Platin                                                                 | 20.000   |
| Mexiko (AMPROFON)            | Platin                                                                 | 60.000   |
| Neuseeland (RMNZ)            | Platin                                                                 | 15.000   |
| Polen (ZPAV)                 | 2× Platin                                                              | 40.000   |
| Singapur (RIAS)              | 2× Platin                                                              | 20.000   |
| Vereinigte Staaten (RIAA)    | Gold                                                                   | 500.000  |
| Vereinigtes Königreich (BPI) | Gold                                                                   | 100.000  |
| Insgesamt                    | 2× Gold · 8× Platin ·                                                  | 825.000  |

## Auszeichnungen nach Singles

### Fast Car
| Land/Region                  | Auszeichnungen für Musikverkäufe (Land/Region, Auszeichnung, Verkäufe) | Verkäufe  |
| ---------------------------- | ---------------------------------------------------------------------- | --------- |
| Australien (ARIA)            | 9× Platin                                                              | 630.000   |
| Belgien (BRMA)               | 2× Platin                                                              | 60.000    |
| Brasilien (PMB)              | Diamant                                                                | 250.000   |
| Dänemark (IFPI)              | 3× Platin                                                              | 270.000   |
| Deutschland (BVMI)           | 3× Gold                                                                | 600.000   |
| Frankreich (SNEP)            | —                                                                      | 24.300    |
| Italien (FIMI)               | 5× Platin                                                              | 250.000   |
| Kanada (MC)                  | 2× Platin                                                              | 160.000   |
| Mexiko (AMPROFON)            | 5× Gold                                                                | 150.000   |
| Neuseeland (RMNZ)            | 5× Platin                                                              | 160.000   |
| Niederlande (NVPI)           | 5× Platin                                                              | 200.000   |
| Österreich (IFPI)            | Platin                                                                 | 30.000    |
| Polen (ZPAV)                 | 4× Platin                                                              | 80.000    |
| Portugal (AFP)               | Platin                                                                 | 10.000    |
| Schweden (IFPI)              | 6× Platin                                                              | 240.000   |
| Spanien (Promusicae)         | 2× Platin                                                              | 120.000   |
| Vereinigte Staaten (RIAA)    | Platin                                                                 | 1.000.000 |
| Vereinigtes Königreich (BPI) | 3× Platin                                                              | 1.800.000 |
| Insgesamt                    | 2× Gold · 52× Platin · 1× Diamant ·                                    | 6.024.300 |

### Perfect Strangers
| Land/Region                  | Auszeichnungen für Musikverkäufe (Land/Region, Auszeichnung, Verkäufe) | Verkäufe  |
| ---------------------------- | ---------------------------------------------------------------------- | --------- |
| Australien (ARIA)            | 5× Platin                                                              | 350.000   |
| Belgien (BRMA)               | Platin                                                                 | 30.000    |
| Brasilien (PMB)              | Diamant                                                                | 250.000   |
| Dänemark (IFPI)              | 2× Platin                                                              | 180.000   |
| Deutschland (BVMI)           | Platin                                                                 | 400.000   |
| Frankreich (SNEP)            | Diamant                                                                | 333.333   |
| Irland (IRMA)                | Platin                                                                 | 15.000    |
| Italien (FIMI)               | 3× Platin                                                              | 150.000   |
| Kanada (MC)                  | Platin                                                                 | 80.000    |
| Mexiko (AMPROFON)            | 5× Gold                                                                | 150.000   |
| Neuseeland (RMNZ)            | 3× Platin                                                              | 90.000    |
| Niederlande (NVPI)           | 4× Platin                                                              | 160.000   |
| Polen (ZPAV)                 | 3× Platin                                                              | 60.000    |
| Portugal (AFP)               | Platin                                                                 | 10.000    |
| Schweden (IFPI)              | 3× Platin                                                              | 120.000   |
| Spanien (Promusicae)         | 2× Platin                                                              | 120.000   |
| Vereinigte Staaten (RIAA)    | Gold                                                                   | 500.000   |
| Vereinigtes Königreich (BPI) | 2× Platin                                                              | 1.200.000 |
| Insgesamt                    | 2× Gold · 37× Platin · 2× Diamant ·                                    | 4.198.333 |

### By Your Side
| Land/Region                  | Auszeichnungen für Musikverkäufe (Land/Region, Auszeichnung, Verkäufe) | Verkäufe  |
| ---------------------------- | ---------------------------------------------------------------------- | --------- |
| Australien (ARIA)            | 2× Platin                                                              | 140.000   |
| Brasilien (PMB)              | Platin                                                                 | 60.000    |
| Dänemark (IFPI)              | Gold                                                                   | 45.000    |
| Deutschland (BVMI)           | Gold                                                                   | 200.000   |
| Frankreich (SNEP)            | Gold                                                                   | 66.666    |
| Italien (FIMI)               | Platin                                                                 | 50.000    |
| Mexiko (AMPROFON)            | Platin                                                                 | 60.000    |
| Neuseeland (RMNZ)            | Platin                                                                 | 30.000    |
| Spanien (Promusicae)         | Gold                                                                   | 20.000    |
| Vereinigte Staaten (RIAA)    | Gold                                                                   | 500.000   |
| Vereinigtes Königreich (BPI) | Platin                                                                 | 600.000   |
| Insgesamt                    | 5× Gold · 7× Platin ·                                                  | 1.771.666 |

### Mama
| Land/Region                  | Auszeichnungen für Musikverkäufe (Land/Region, Auszeichnung, Verkäufe) | Verkäufe  |
| ---------------------------- | ---------------------------------------------------------------------- | --------- |
| Australien (ARIA)            | 6× Platin                                                              | 420.000   |
| Belgien (BRMA)               | 2× Platin                                                              | 60.000    |
| Brasilien (PMB)              | 3× Platin                                                              | 120.000   |
| Dänemark (IFPI)              | 2× Platin                                                              | 180.000   |
| Deutschland (BVMI)           | 2× Platin                                                              | 800.000   |
| Frankreich (SNEP)            | Diamant                                                                | 333.333   |
| Italien (FIMI)               | 2× Platin                                                              | 100.000   |
| Kanada (MC)                  | Platin                                                                 | 80.000    |
| Mexiko (AMPROFON)            | Gold                                                                   | 30.000    |
| Neuseeland (RMNZ)            | 3× Platin                                                              | 90.000    |
| Niederlande (NVPI)           | 2× Platin                                                              | 160.000   |
| Österreich (IFPI)            | Gold                                                                   | 15.000    |
| Polen (ZPAV)                 | 3× Platin                                                              | 150.000   |
| Portugal (AFP)               | 2× Platin                                                              | 20.000    |
| Schweden (IFPI)              | 2× Platin                                                              | 80.000    |
| Spanien (Promusicae)         | Platin                                                                 | 40.000    |
| Vereinigte Staaten (RIAA)    | Gold                                                                   | 500.000   |
| Vereinigtes Königreich (BPI) | 2× Platin                                                              | 1.200.000 |
| Insgesamt                    | 3× Gold · 33× Platin · 1× Diamant ·                                    | 4.378.333 |

### Hearts Ain’t Gonna Lie
| Land/Region                  | Auszeichnungen für Musikverkäufe (Land/Region, Auszeichnung, Verkäufe) | Verkäufe |
| ---------------------------- | ---------------------------------------------------------------------- | -------- |
| Vereinigtes Königreich (BPI) | Gold                                                                   | 400.000  |
| Insgesamt                    | 1× Gold ·                                                              | 400.000  |

### Alien
| Land/Region     | Auszeichnungen für Musikverkäufe (Land/Region, Auszeichnung, Verkäufe) | Verkäufe |
| --------------- | ---------------------------------------------------------------------- | -------- |
| Brasilien (PMB) | Gold                                                                   | 20.000   |
| Insgesamt       | 1× Gold ·                                                              | 20.000   |

### Rise
| Land/Region                  | Auszeichnungen für Musikverkäufe (Land/Region, Auszeichnung, Verkäufe) | Verkäufe  |
| ---------------------------- | ---------------------------------------------------------------------- | --------- |
| Australien (ARIA)            | 6× Platin                                                              | 420.000   |
| Belgien (BRMA)               | Platin                                                                 | 40.000    |
| Brasilien (PMB)              | Diamant                                                                | 160.000   |
| Dänemark (IFPI)              | Platin                                                                 | 90.000    |
| Deutschland (BVMI)           | Platin                                                                 | 400.000   |
| Frankreich (SNEP)            | Platin                                                                 | 200.000   |
| Italien (FIMI)               | Platin                                                                 | 50.000    |
| Kanada (MC)                  | Platin                                                                 | 80.000    |
| Mexiko (AMPROFON)            | Gold                                                                   | 30.000    |
| Neuseeland (RMNZ)            | 2× Platin                                                              | 60.000    |
| Niederlande (NVPI)           | Platin                                                                 | 80.000    |
| Polen (ZPAV)                 | 4× Platin                                                              | 200.000   |
| Portugal (AFP)               | 2× Platin                                                              | 20.000    |
| Schweden (IFPI)              | 2× Platin                                                              | 160.000   |
| Spanien (Promusicae)         | Platin                                                                 | 60.000    |
| Vereinigte Staaten (RIAA)    | Gold                                                                   | 500.000   |
| Vereinigtes Königreich (BPI) | 2× Platin                                                              | 1.200.000 |
| Insgesamt                    | 2× Gold · 26× Platin · 1× Diamant ·                                    | 3.750.000 |

### I See Love
| Land/Region     | Auszeichnungen für Musikverkäufe (Land/Region, Auszeichnung, Verkäufe) | Verkäufe |
| --------------- | ---------------------------------------------------------------------- | -------- |
| Brasilien (PMB) | Gold                                                                   | 20.000   |
| Insgesamt       | 1× Gold ·                                                              | 20.000   |

### Back & Forth
| Land/Region                  | Auszeichnungen für Musikverkäufe (Land/Region, Auszeichnung, Verkäufe) | Verkäufe |
| ---------------------------- | ---------------------------------------------------------------------- | -------- |
| Vereinigtes Königreich (BPI) | Platin                                                                 | 600.000  |
| Insgesamt                    | 1× Platin ·                                                            | 600.000  |

### Polaroid
| Land/Region                  | Auszeichnungen für Musikverkäufe (Land/Region, Auszeichnung, Verkäufe) | Verkäufe  |
| ---------------------------- | ---------------------------------------------------------------------- | --------- |
| Australien (ARIA)            | Platin                                                                 | 70.000    |
| Brasilien (PMB)              | 3× Platin                                                              | 120.000   |
| Dänemark (IFPI)              | Gold                                                                   | 45.000    |
| Italien (FIMI)               | Gold                                                                   | 25.000    |
| Kanada (MC)                  | Platin                                                                 | 80.000    |
| Polen (ZPAV)                 | Gold                                                                   | 25.000    |
| Portugal (AFP)               | Platin                                                                 | 10.000    |
| Schweden (IFPI)              | Gold                                                                   | 40.000    |
| Spanien (Promusicae)         | Gold                                                                   | 30.000    |
| Vereinigte Staaten (RIAA)    | Gold                                                                   | 500.000   |
| Vereinigtes Königreich (BPI) | Platin                                                                 | 600.000   |
| Insgesamt                    | 6× Gold · 6× Platin ·                                                  | 1.545.000 |

### Wild
| Land/Region         | Auszeichnungen für Musikverkäufe (Land/Region, Auszeichnung, Verkäufe) | Verkäufe |
| ------------------- | ---------------------------------------------------------------------- | -------- |
| Kolumbien (ASINCOL) | Platin                                                                 | 10.000   |
| Insgesamt           | 1× Platin ·                                                            | 10.000   |

### What I Like About You
| Land/Region                  | Auszeichnungen für Musikverkäufe (Land/Region, Auszeichnung, Verkäufe) | Verkäufe |
| ---------------------------- | ---------------------------------------------------------------------- | -------- |
| Australien (ARIA)            | Platin                                                                 | 70.000   |
| Brasilien (PMB)              | Platin                                                                 | 40.000   |
| Dänemark (IFPI)              | Gold                                                                   | 45.000   |
| Italien (FIMI)               | Gold                                                                   | 35.000   |
| Polen (ZPAV)                 | Gold                                                                   | 25.000   |
| Portugal (AFP)               | Gold                                                                   | 5.000    |
| Vereinigtes Königreich (BPI) | Platin                                                                 | 600.000  |
| Insgesamt                    | 4× Gold · 3× Platin ·                                                  | 820.000  |

### Ritual
| Land/Region                  | Auszeichnungen für Musikverkäufe (Land/Region, Auszeichnung, Verkäufe) | Verkäufe  |
| ---------------------------- | ---------------------------------------------------------------------- | --------- |
| Belgien (BRMA)               | Gold                                                                   | 20.000    |
| Brasilien (PMB)              | 3× Platin                                                              | 120.000   |
| Dänemark (IFPI)              | Gold                                                                   | 45.000    |
| Frankreich (SNEP)            | Gold                                                                   | 100.000   |
| Italien (FIMI)               | Gold                                                                   | 25.000    |
| Kanada (MC)                  | Platin                                                                 | 80.000    |
| Norwegen (IFPI)              | Platin                                                                 | 60.000    |
| Polen (ZPAV)                 | Diamant                                                                | 250.000   |
| Portugal (AFP)               | Gold                                                                   | 5.000     |
| Schweden (IFPI)              | Platin                                                                 | 80.000    |
| Spanien (Promusicae)         | Platin                                                                 | 60.000    |
| Vereinigtes Königreich (BPI) | Platin                                                                 | 600.000   |
| Insgesamt                    | 5× Gold · 8× Platin · 1× Diamant ·                                     | 1.445.000 |

### Younger
| Land/Region     | Auszeichnungen für Musikverkäufe (Land/Region, Auszeichnung, Verkäufe) | Verkäufe |
| --------------- | ---------------------------------------------------------------------- | -------- |
| Brasilien (PMB) | Gold                                                                   | 20.000   |
| Insgesamt       | 1× Gold ·                                                              | 20.000   |

### Hear Me Say
| Land/Region     | Auszeichnungen für Musikverkäufe (Land/Region, Auszeichnung, Verkäufe) | Verkäufe |
| --------------- | ---------------------------------------------------------------------- | -------- |
| Brasilien (PMB) | Gold                                                                   | 20.000   |
| Insgesamt       | 1× Gold ·                                                              | 20.000   |

### Don’t Wake Me Up
| Land/Region     | Auszeichnungen für Musikverkäufe (Land/Region, Auszeichnung, Verkäufe) | Verkäufe |
| --------------- | ---------------------------------------------------------------------- | -------- |
| Brasilien (PMB) | Gold                                                                   | 20.000   |
| Insgesamt       | 1× Gold ·                                                              | 20.000   |

### Crying on the Dancefloor
| Land/Region        | Auszeichnungen für Musikverkäufe (Land/Region, Auszeichnung, Verkäufe) | Verkäufe |
| ------------------ | ---------------------------------------------------------------------- | -------- |
| Niederlande (NVPI) | Gold                                                                   | 45.000   |
| Polen (ZPAV)       | Gold                                                                   | 25.000   |
| Insgesamt          | 2× Gold ·                                                              | 70.000   |

## Auszeichnungen nach Autorenbeteiligungen und Produktionen

### Heartline(Craig David)
| Land/Region                  | Auszeichnungen für Musikverkäufe (Land/Region, Auszeichnung, Verkäufe) | Verkäufe |
| ---------------------------- | ---------------------------------------------------------------------- | -------- |
| Vereinigtes Königreich (BPI) | Gold                                                                   | 400.000  |
| Insgesamt                    | 1× Gold ·                                                              | 400.000  |

### My Head & My Heart(Ava Max)
| Land/Region                  | Auszeichnungen für Musikverkäufe (Land/Region, Auszeichnung, Verkäufe) | Verkäufe  |
| ---------------------------- | ---------------------------------------------------------------------- | --------- |
| Australien (ARIA)            | Platin                                                                 | 70.000    |
| Brasilien (PMB)              | 2× Platin                                                              | 80.000    |
| Dänemark (IFPI)              | Gold                                                                   | 45.000    |
| Deutschland (BVMI)           | Gold                                                                   | 200.000   |
| Frankreich (SNEP)            | Platin                                                                 | 200.000   |
| Italien (FIMI)               | Platin                                                                 | 70.000    |
| Kanada (MC)                  | 2× Platin                                                              | 160.000   |
| Norwegen (IFPI)              | Gold                                                                   | 30.000    |
| Österreich (IFPI)            | Platin                                                                 | 30.000    |
| Polen (ZPAV)                 | 2× Platin                                                              | 100.000   |
| Portugal (AFP)               | Gold                                                                   | 5.000     |
| Spanien (Promusicae)         | Platin                                                                 | 60.000    |
| Vereinigte Staaten (RIAA)    | Platin                                                                 | 1.000.000 |
| Vereinigtes Königreich (BPI) | Platin                                                                 | 600.000   |
| Insgesamt                    | 4× Gold · 13× Platin ·                                                 | 2.650.000 |

## Auszeichnungen nach Musikstreamings

### Rise
| Land/Region  | Auszeichnungen für Musikverkäufe (Land/Region, Auszeichnung, Verkäufe) | Verkäufe   |
| ------------ | ---------------------------------------------------------------------- | ---------- |
| Japan (RIAJ) | Gold                                                                   | 50.000.000 |
| Insgesamt    | 1× Gold ·                                                              | 50.000.000 |

## Statistik und Quellen
| Land/RegionAuszeichnungen für Musikverkäufe (Land/Region, Auszeichnungen, Verkäufe, Quellen) | Gold       | Platin         | Diamant     | Verkäufe  | Quellen              |
| -------------------------------------------------------------------------------------------- | ---------- | -------------- | ----------- | --------- | -------------------- |
| Australien (ARIA)                                                                            | —          | 32× Platin32   | —           | 2.240.000 | aria.com.au          |
| Belgien (BRMA)                                                                               | Gold1      | 6× Platin6     | —           | 210.000   | ultratop.be          |
| Brasilien (PMB)                                                                              | 5× Gold5   | 13× Platin13   | 3× Diamant3 | 1.300.000 | pro-musicabr.org.br  |
| Dänemark (IFPI)                                                                              | 5× Gold5   | 9× Platin9     | —           | 965.000   | ifpi.dk              |
| Deutschland (BVMI)                                                                           | 3× Gold3   | 5× Platin5     | —           | 2.600.000 | musikindustrie.de    |
| Frankreich (SNEP)                                                                            | 2× Gold2   | 2× Platin2     | 2× Diamant2 | 1.257.632 | snepmusique.com      |
| Irland (IRMA)                                                                                | —          | Platin1        | —           | 15.000    | Einzelnachweise      |
| Italien (FIMI)                                                                               | 3× Gold3   | 13× Platin13   | —           | 755.000   | fimi.it              |
| Japan (RIAJ)                                                                                 | Gold1      | —              | —           | —         | riaj.or.jp           |
| Kanada (MC)                                                                                  | —          | 9× Platin9     | —           | 720.000   | musiccanada.com      |
| Kolumbien (ASINCOL)                                                                          | —          | Platin1        | —           | 10.000    | Einzelnachweise      |
| Mexiko (AMPROFON)                                                                            | 4× Gold4   | 6× Platin6     | —           | 480.000   | amprofon.com.mx      |
| Neuseeland (RMNZ)                                                                            | —          | 15× Platin15   | —           | 435.000   | radioscope.co.nz NZ2 |
| Niederlande (NVPI)                                                                           | Gold1      | 12× Platin12   | —           | 645.000   | nvpi.nl              |
| Norwegen (IFPI)                                                                              | Gold1      | Platin1        | —           | 90.000    | ifpi.no              |
| Österreich (IFPI)                                                                            | Gold1      | 2× Platin2     | —           | 75.000    | ifpi.at              |
| Polen (ZPAV)                                                                                 | 3× Gold3   | 18× Platin18   | Diamant1    | 955.000   | olis.pl              |
| Portugal (AFP)                                                                               | 3× Gold3   | 7× Platin7     | —           | 85.000    | Einzelnachweise      |
| Schweden (IFPI)                                                                              | Gold1      | 14× Platin14   | —           | 720.000   | sverigetopplistan.se |
| Singapur (RIAS)                                                                              | —          | 2× Platin2     | —           | 20.000    | rias.org.sg          |
| Spanien (Promusicae)                                                                         | 2× Gold2   | 8× Platin8     | —           | 510.000   | elportaldemusica.es  |
| Vereinigte Staaten (RIAA)                                                                    | 6× Gold6   | 2× Platin2     | —           | 5.000.000 | riaa.com             |
| Vereinigtes Königreich (BPI)                                                                 | 3× Gold3   | 15× Platin15   | —           | 9.900.000 | bpi.co.uk            |
| Insgesamt                                                                                    | 45× Gold45 | 193× Platin193 | 6× Diamant6 |           |                      |